# Gratangen
Gratangen è un comune norvegese della contea di Troms.